# Jean Étienne de Saint-Martin
Pour les articles homonymes, voir Saint-Martin.
Jean Étienne de Saint-Martin, né le 22 janvier 1762 à Cognac (Charente), mort le 21 août 1828 à Cognac (Charente), est un général français de la Révolution et de l’Empire.

## États de service
Il entre en service le 3 novembre 1776, comme soldat au régiment de Perche, et il fait à bord du vaisseau « le Héros » les campagnes sur mer de 1779 à 1781. Il devient caporal le 9 novembre 1783, sergent le 1er février 1786, et il obtient son congé le 21 décembre 1791.
Le 26 janvier 1792, il reprend du service comme sous-lieutenant dans le 3e bataillon de volontaires du Finistère, et le 15 juillet 1792, il embarque à Paimbœuf pour Saint-Domingue. Il obtient son brevet de capitaine le 11 décembre 1792, et le 2 décembre 1795, à la prise du fort de Jean-Rabel, il reçoit un coup de feu à la jambe droite. Il est promu chef de bataillon le 26 novembre 1796, et il est de nouveau blessé l’année suivante à la prise de Borgne, par un coup de biscaïen à la cuisse droite, ainsi qu’au siège de Saint-Marc le 6 février 1798, d’un coup de sabre à la même cuisse. 
Il est de retour en France le 1er juin 1799, et il prend le commandement du 1er bataillon auxiliaire de la Charente le 9 septembre 1799. Le 10 mars 1800, il passe avec son grade dans la 1re demi-brigade d'infanterie de ligne, avec laquelle il fait les campagnes de 1800 et 1801, aux armées du Rhin et d’Italie. Le 3 novembre 1803, il devient major au 20e régiment d'infanterie de ligne, et il est fait chevalier de la Légion d’honneur le 25 mars 1804.
En 1805, il rejoint l’île d'Elbe, puis il fait les campagnes de 1806 à 1808, en Italie et dans le royaume de Naples. Il est nommé colonel le 30 avril 1807, au 1er régiment d’infanterie de ligne, et il est blessé le 16 avril 1809, de trois coups de sabre à la tête, au bras et à la main droite, en se jetant dans la mêlée pendant la Bataille de Sacile. 
Il est créé baron de l’Empire le 9 septembre 1810, et en 1811, il rejoint l’armée d’Espagne. Le 28 février 1811, près de Santibanez, il est attaqué par un corps de 2 000 fantassins et de 1 500 cavaliers espagnols, il soutient pendant six heures à la tête de 1 000 hommes seulement les efforts de l’ennemi, qu’il force à se retirer, après lui avoir tué beaucoup de monde. Sa conduite durant cette campagne, lui vaut la croix d’officier de la Légion d’honneur le 29 janvier 1812.
Pendant la première restauration, le roi Louis XVIII, le fait chevalier de Saint-Louis le 19 juillet 1814, et il le nomme général de brigade le 24 août 1814. Il est fait baron héréditaire le 13 janvier 1815 confirmé par lettres patentes.
Il est confirmé dans son grade le 10 juin 1815, par l’Empereur Napoléon et le 19 juin suivant, il prend le commandement des gardes nationales réunies à Valenciennes. Il est admis à la retraite le 18 octobre 1815.
Il meurt le 21 août 1828, à Cognac.

## Dotation
- Le 15 août 1809, donataire d’une rente de 4 000 francs sur Rome.

## Armoiries
| Figure | Nom du baron et blasonnement |
| ------ | --- |
|        | Armes du baron Jean Étienne de Saint Martin et de l'Empire, décret du 15 août 1809, lettres patentes du 9 septembre 1810, officier de la Légion d'honneur Écartelé au premier d'or à trois têtes de maures de sable, tortillées d'argent, au 2e des barons tirés de l'armée, au 3e d'azur au lion d'or ; au 4e de pourpre au vol ouvert d'argent - Livrées : les couleurs de l'écu. |

## Sources
- (en) « Generals Who Served in the French Army during the Period 1789 - 1814: Eberle to Exelmans »
- Thierry Pouliquen, « Les généraux français et étrangers ayant servis [sic] dans la Grande Armée » (consulté le 5 janvier 2015)
- « La noblesse d’Empire » (consulté le 5 janvier 2015)
- « Cote LH/2438/51 », base Léonore, ministère français de la Culture
- A. Lievyns, Jean Maurice Verdot, Pierre Bégat, Fastes de la Légion-d'honneur, biographie de tous les décorés accompagnée de l'histoire législative et réglementaire de l'ordre, Tome 4, Bureau de l’administration, 1844, 640 p. (lire en ligne), p. 417.
- Pierre Jullien de Courcelles, Dictionnaire historique et biographique des généraux français : depuis le onzième siècle jusqu'en 1822, Tome 9, l’Auteur, 1823, 564 p. (lire en ligne), p. 93.
- Vicomte Révérend, Armorial du premier empire, tome 4, Honoré Champion, libraire, Paris, 1897, p. 203.